# 辉县市
辉县市位于河南省西北部，是新乡市下辖的一个县级市，地处太行山东部，华北平原中的海河平原（河北平原）之上，全境为海河流域。隔太行山西邻山西省陵川县，北邻山西壶关县，河南林州市，南邻获嘉县，修武县，东邻淇县，东南邻新乡县，新乡市，卫辉市。市人民政府驻城关街道东大街1号。

## 历史
远古时该地是共工族的居住地，今城南的孟庄遗址，就是当时人类活动的遗存。该地夏属冀州之域, 殷商时为畿内地。周称凡国、共国。相传周朝共和元年（前841年），执政的共公的封地就在该地。《诗经·卫风》篇里“毖波泉水，亦流于淇”，即是指城西北的百泉湖。西周时该地为共国，西汉置共县，隋置共城县。金代时，先改为河平县，金贞祐四年（1216年）改辉州，因山下百泉湖畔建有清辉殿得名。直到明初洪武年间降为辉县。清代属卫辉府管辖（治所在汲县）。1988年撤县设市，但仅在辉县后加“市”字，称作“辉县市”，并使用至今，成为中国目前仅有的名称中带“县”字的城市。
与辉县有关的历史有：上古时代的共工部落；大禹治水；西周初年的共伯；春秋时期郑国的段；战国时代六国最后一个君主齐王建被流放并死于此；西晋初年的竹林七贤；北宋中叶邵雍在此学习易经；北宋末年王彦、岳飞、八字军在此战斗；元初耶律楚材晚年隐居于此地；明朝李贽曾经担任共城教谕；清初大儒孙奇逢隐居于此；清末袁世凯下野后，最初选择隐居在辉县西关，并建有府第；北洋时期，徐世昌等人多次来往此地；冯玉祥重修百泉 （页面存档备份，存于）；抗战时期辉县被日军占领；民国32年，国民革命军第八路军曾发动卫南战役，光复辉县北部地区；平原游击队的原型即是取材于在辉县活动的郭兴等人的事迹；七十年代，辉县与林县因为大搞水利建设而闻名。
共姓、龚姓、段姓起源于辉县。一种说法称大禹所治之水，即在今日辉县境内，大概以当时的人力物力，尚不能治理江河。因此“洪”一字即源自辉县旧称“共”，“洪水”也就是“共地之水”。

## 考古
目前传世或出土的吴王夫差剑共有六把，内地存有五把，最早的一把传为河南辉县出土，现藏中国历史博物馆。山东省博物馆也藏有一把。其余三把分别于六七十年代出土于河南辉县、洛阳及湖北襄阳。至于吴地宝剑如何流到中原地区，在考古界众说纷纭。
1935至1937年辉县琉璃阁东周墓地的发掘，也堪称是惊世发现，其中瑰宝云集,共出土文物1000多件。这批文物先藏于河南博物馆，饱经战乱，辗转迁徙，目前主要存於台北国立历史博物馆与河南博物院。专家们初步认为，辉县甲乙墓应是春秋战国时期一对夫妇的异穴合葬墓，墓主人的身份可能与诸侯国国君等同。辉县甲乙二墓应是春秋中晚期之际，卫国贵族公室墓地一组夫妻异穴衬葬墓。
辉县固村曾经出土魏国国君墓，发现部分文物。如错金银辕饰，属战国中晚期。作兽首形，无角，错金银，以云纹为地。固村大墓属魏国，有陵园，与河北平山三汲中山王墓类似，时代亦相接近。

## 地理
辉县市全境太行山区面积过半，其余为平原地带，属于华北平原内的海河平原，全市年平均气温14℃，降水量657毫米。辉县市全境属海河流域的卫河、漳卫南运河水系。主要种植小麦、玉米。境内小湖泊、小河流较多，冬季干旱，水量主要依靠夏季降雨。2016年7月份新乡全市发生罕见的洪涝灾难，波及辉县，造成全辉县市重大损失。

## 行政区划
辉县市下辖2个街道办事处、12个镇、8个乡：
城关街道、胡桥街道、薄壁镇、峪河镇、百泉镇、孟庄镇、常村镇、吴村镇、南村镇、南寨镇、上八里镇、北云门镇、占城镇、冀屯镇、黄水乡、拍石头乡、高庄乡、张村乡、赵固乡、西平罗乡、洪洲乡和沙窑乡。

## 人口
根据第七次人口普查数据，截至2020年11月1日零时，常住人口845588人。有漢、回、蒙古、藏、壯、滿、侗、彝、土家9个民族。
全市共有15.98万户，65.82万人，其中农业人口14.83万户，61.5万多人；非农业人口1.14万多户，4.32万多人。有汉、回、蒙古等多个民族，汉族65.4万多人，占全市总人口的99.32%；少数民族4千多人，占总人口的0.68%。人口密度为每平方公里328人。（截止2001年）

## 交通
- 234国道过境。

## 经济
农业主产小麦、棉花、玉米、花生、生猪等。资源有千余种野生中药材，及煤炭、石灰石和大理石等多种石材，并带动了相关的制药、采矿、建材、化工等行业的发展。辉县百泉药市原来与河北安国、安徽亳县药市并称全国三大药市，可能创始于明朝洪武年间，1990年代以来，随着交通、通讯的发展，渐渐衰落无名。现产业主要以
1. 资源类如煤炭、水泥
2. 小工业发展迅速，主要有孟庄产业区，城西产业区，洪州产业区。

城市建设以老城改造为主。商业以金城量贩、华隆超市、时代广场、尚泉广场为代表。

## 物产
- 矿产资源主要有煤、黄铁矿、磷铁矿、粘土矿、大理石等。以煤储量最丰。
- 山楂、苹果、柿子、葡萄、桃子等水果。
- 出产全虫、枣仁、丹参、连翘等中药材。
- 名特产品有松花蛋、粳米、香米、兔肉、貂皮、全虫等。
- 辉县柿子醋：国家地理标志产品。

## 文化教育和旅游
辉县县城西北三里处有苏门山、百泉湖，湖光山色，碧水青山，久有盛名。苏门山顶有啸台，始建於西晉，相传隐士孙登曾隐居于此。报膝坐于啸台之上，西望则太行如屏，东顾则韭山巍峨，俯身南视，则一泓碧水，翠柳飘摇，山色空蒙。

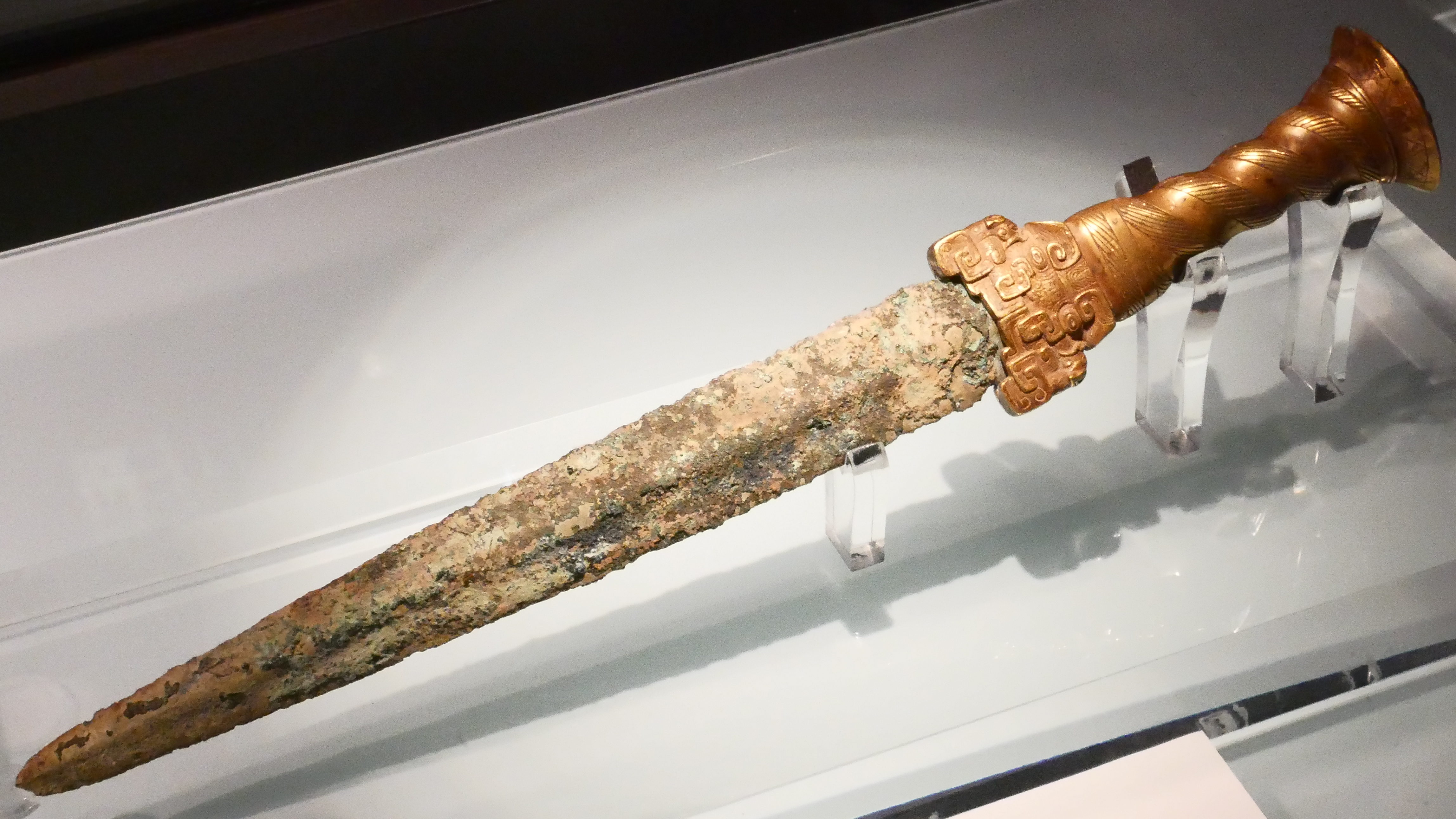
城關街道琉璃閣甲墓出土衛國金柄銅短劍。劍柄部分為金質，劍首中空，呈橢圓形，飾細膩繁複的蟠螭紋，劍格處飾饕餮紋，左右兩側各有一趴伏小獸，莖作螺旋狀紋。

辉县是晋豫交通要道，“太行八径”之一的峪河口（方言读：“窑河口”）位于西北。县内有山西会馆，建造颇良，现改为关帝庙。自九十年代百泉改建工程以来，百泉湖，苏门山上古建筑多被拆除，用当代仿建取而代之。辉县市区内明清古建筑所剩无多，除古塔、文庙大院、县衙大院、关帝庙（山西会馆）外几近完全拆除。盘上部分乡镇地区部分明清大院相对保留较多，但是在過熱的房地產開發浪潮中，保護前景不容乐观。

### 教育
河南科技学院辉县校区坐落于此，高中有辉县市第一高级中学、辉县市第二高级中学、辉县市高级中学，其中最负盛名的是辉县市第一高级中学（简称辉县一中）和辉县市高级中学（原六中）。辉县一中和六中原校址均在市中心，分布在市委市政府的西面和东面，现均已搬至城南太行大道上，搬迁后六中更名为辉县市高级中学。
辉县一中的名气主要是来自于其每年（2016年除外）有个位数的学生能够考入清华、北大等名校，以及一本二本百分之八十三本百分之九十五的升学率。

### 名胜古迹
- 百泉风景名胜区：一处古代园林，有“北方小西湖”之称，是国家3A级景区，全国重点文物保护单位。其间有古建筑近百座，格局仿颐和园而建。内有历代碑刻350余方，是河南省规模最大、保存最完整的古建筑园林。位于辉县市西北约2公里处的苏门山下，面积3.2平方公里。湖东有乾隆时代所建的离宫遗址。1993年左右曾经重修，重修后湖底被铺上混凝土，仅仅预留少数泉眼，平时靠外来水源接济。2012年由水库引水入湖，常年有水。
- 孟庄遗址：全国重点文物保护单位。
- 共城遗址
- 山西会馆
- 凤头岗遗址
- 白云寺
- 普照大禅师石塔
- 天王寺善济塔
- 太平兴国禅院碑铭
- 五百罗汉碑
- 八里沟景区
- 石门沟风景区
- 宝泉风景区
- 关山国家地质公园
- 万仙山风景区